# Iglesia de Santiago Apóstol (Montanejos)
La iglesia de Santiago Apóstol, sita en la plaza de la Iglesia 1, en el municipio de Montanejos, en la comarca del Alto Mijares, es un lugar de culto catalogado como Bien de Relevancia Local, dentro del Plan General de Ordenación Urbana, con código 12.08.079-002, y fecha de publicación en el BOP 6 de marzo de 2012
La iglesia de Santiago Apóstol de Montanejos está incluida en el arciprestazgo 9, conocido como de Nuestra Señora Virgen de la Esperanza, con sede en Onda.

## Descripción
Se trata de un edificio exento, dedicado al patrón del municipio, Santiago Apóstol. Se considera que su construcción se llevó a cabo entre 1782 y 1798, sobre la planta del anterior templo datado del siglo XVI.
La planta es de nave única con capillas laterales dedicadas a diferentes advocaciones de santos.
En la zona del crucero se eleva una cúpula que se sostiene sobre cuatro pechinas decoradas con pinturas murales (realizadas al fresco por Luis Antonio Planes, de estilo academicista) de los cuatro Evangelistas con sus símbolos, datadas del siglo XVIII.
La fachada se complementa con un campanario con tres campanas, dos de ellas datadas en 1869, las conocidas como María del Rosario y San Jaime Apóstol, mientras que la tercera, llamada Jesús, María, José, data de 1914.
En el interior destaca el retablo mayor, recientemente restaurado como el resto de la decoración interior.